# Crack the Shutters
Crack the Shutters – singel wydany przez rockowy zespół ze Szkocji – Snow Patrol. Został zrealizowany 12 grudnia 2008 roku jako 2 utwór promujący 5 album grupy – "A Hundred Million Suns".

## Wersje singla
- Promo CD:

1. "Crack the Shutters" (album version) – 3:24

- UK CD:

1. "Crack the Shutters" (album version) – 3:20
2. "Cubicles" – 3:11

- UK 7" vinyl (limited edition)

1. "Crack the Shutters" (album version) – 3:20
2. "One Day Like This" (Elbow cover) – 5:03

- Europejska i australijska wersja:

1. "Crack the Shutters" (album version) – 3:20
2. "Cubicles" – 3:11
3. "Crack the Shutters" (Haunts remix) – 5:01
4. "Crack the Shutters" (Kid Glove remix) – 4:16
5. "Take Back The City" (music video)

- Kompilacja dla iTunes Store

1. "Crack the Shutters" (album version) –- 3:20
2. "Crack the Shutters" (Haunts remix) – 5:01
3. "Crack the Shutters" (music video)

- Wersja ekskluzywna ze strony Snowpatrol.com

1. "Crack the Shutters" (Kid Glove remix) – 4:16

## Teledysk
Wideo dla piosenki zostało wyreżyserowane przez Kevina Godleya i pokazuje zespół wykonujący utwór na scenie w ciemnościach. W trakcie refrenu kamera oddala się i ukazuje ludzi przebiegających przed sceną. Zakończenie klipu ukazuje ludzi świecących latarkami i bawiących się przed sceną w trakcie koncertu.